# Operation Chariot
Die Operation Chariot war ein britischer Angriff während des Zweiten Weltkriegs in der Nacht auf den 28. März 1942 auf den Hafen von Saint-Nazaire im von der deutschen Wehrmacht besetzten Frankreich. Die Operation wurde von der Royal Navy und britischen Kommandoeinheiten durchgeführt.
Die britische Admiralität fürchtete, dass das größte Schlachtschiff der Kriegsmarine – die Tirpitz – im Atlantik eingesetzt werden sollte. Unabdingbar für einen solchen Einsatz war die Möglichkeit, im Falle einer Beschädigung das Schiff in einem Trockendock am Atlantik reparieren zu können, da eine Rückführung nach Deutschland durch den Ärmelkanal mit großen Risiken verbunden gewesen wäre. Für Arbeiten bei einem Schiff dieser Größe (Tiefgang max. 9,9 m, LüA 251 m) hatte nur das Normandie-Dock (französische Bezeichnung Forme-écluse Joubert, Cale Normandie) im Hafen von Saint-Nazaire ausreichende Dimensionen. Es sollte daher bei einem Kommandounternehmen zerstört werden, damit ein Einsatz der Tirpitz im Atlantik einem deutlich höheren Risiko unterliegen bzw. gänzlich unmöglich würde. Da die Tirpitz nie im Atlantik eingesetzt wurde, kann spekuliert werden, ob der Erfolg des Unternehmens Chariot tatsächlich ihren Einsatz verhinderte bzw. zumindest dazu beitrug.

## Hintergrund

### Der Hafen von St. Nazaire
Das Dock war von 1929 bis 1933 gebaut worden, um den großen Schnelldampfer Normandie bauen zu können; es wird daher auch Normandie-Dock genannt. Es ist 350 m lang, 50 m breit und liegt zwischen dem Hafenbecken der Werft Chantiers de Penhoët und der Loiremündung. Die Schleusentore des Docks wurden im Caisson-and-camber-Stil erbaut, jedes aus 51 m langen und 11 m breiten hohlen Stahlteilen.

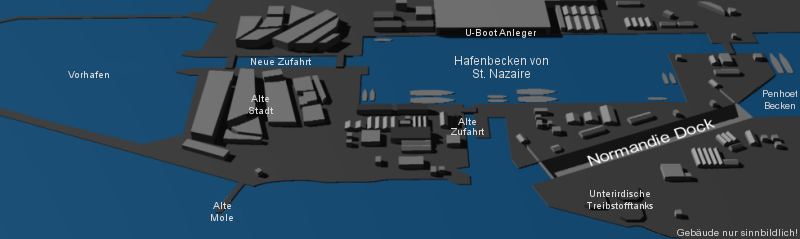
Plan des Hafens von St. Nazaire, 1942

Im Hafen steht auch ein U-Boot-Bunker mit zusammen 14 Boxen, der ab Januar 1941 von der Organisation Todt errichtet wurde. Er hat zwei Zugänge zum Meer: einen im Osten nahe dem Normandie-Dock (alte Einfahrt) und einen im Süden, der in den avant-port (Vorhafen – 1907 angelegt) führt.

### Situation der Deutschen
Die deutsche Verteidigung in St. Nazaire galt als zweitstärkste im westlichen Frankreich nach Brest. Beide Seiten der Flussmündung waren befestigt und wurden von der Marineartillerie-Abteilung 280 (unter Korvettenkapitän Edo Dieckmann) und drei Abteilungen des Marine-Flak-Regiments 22 (unter Kapitän zur See Karl-Conrad Mecke) bemannt. Beide unterstanden dem Seekommandant Loire-Gironde Adalbert Zuckschwerdt. Befestigte Geschützstellungen an der nördlichen Küste schlossen vier 15-cm-Haubitzen, vier 17-cm-Geschütze und vier 7,5-cm-Geschütze bei Chémoulin im Südwesten von St. Nazaire und vier 8,8-cm-Geschütze und zehn 20-mm- oder 40-mm-Flak-Geschütze bei Ville-ès-Martin, näher bei St. Nazaire, ein. Weiter westlich, bei La Baule, standen vier 105-mm-Geschütze und zwei 240-mm-Eisenbahngeschütze. Über die Flussmündung der Loire waren verteilt: vier 7,5-cm-Geschütze bei St. Gilda, weitere vier bei Le Pointeau und ungefähr zehn 20-mm-Flak-Geschütze bei Mindin. Im unmittelbaren Hafengebiet befanden sich ungefähr 30 einzelne 20-mm-Flak-Kanonen, zwei 20-mm-Vierlings-Flak, etwa 15 Stück 40-mm-Flak sowie ein Flakschiff, der Sperrbrecher 137 außerhalb des neuen Hafens. Außerdem gab es schwere Flugabwehrstellungen in der Stadt. Bei Le Croisic und St. Marc standen Radarstationen, ferner verfügten alle deutschen Positionen über Suchscheinwerfer. Ungefähr 1000 Mann besetzten diese Verteidigungsstellungen und es gab ungefähr 5000 weitere Soldaten in der Stadt. Unterseeboote ausgeschlossen, umfassten die Seestreitkräfte in und bei der Stadt zehn Minensuchboote, vier kleine sogenannte Hafenschutzboote und vier Torpedoboote.

### Der britische Plan bzw. die Situation der Briten

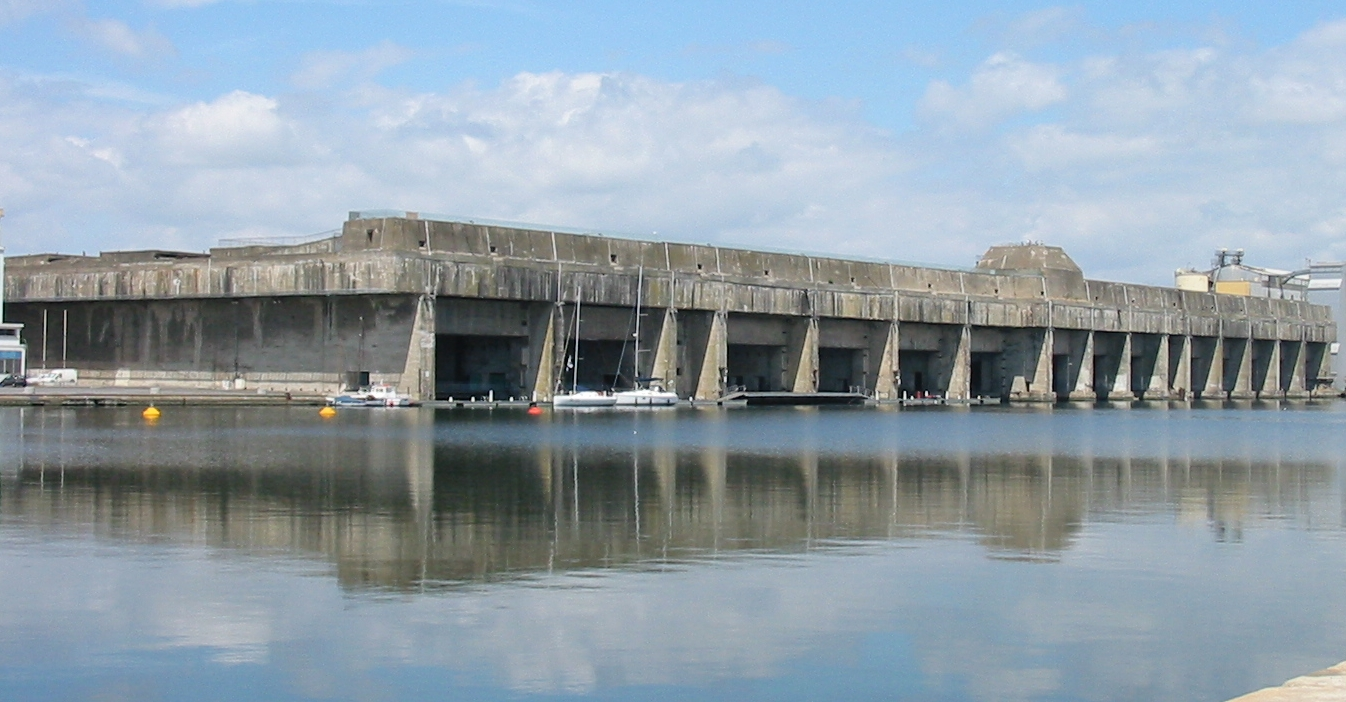
U-Boot-Docks im Hafen von St. Nazaire

Der britische Angriffsplan stützte sich wesentlich auf das Überraschungsmoment. Eine Flottille von Schiffen mit niedrigem Tiefgang sollte die Flussmündung der Loire hinauf fahren, während die deutsche Verteidigung von Luftangriffen beschäftigt werden sollte. Die HMS Campbeltown, ein Zerstörer der Town-Klasse (siehe auch: Zerstörer-für-Stützpunkte-Abkommen), sollte mit Sprengstoff beladen das Trockendock rammen. Die Kommandoeinheiten sollten den Zerstörer und andere Schiffe verlassen und 24 verschiedene Ziele zerstören, sich danach an der Alten Mole wieder auf die Schiffe begeben und St. Nazaire verlassen. Die Campbeltown sollte einige Stunden später explodieren und das Trockendock zerstören. Ursprünglich waren für die Operation der Zerstörer und acht Motorbarkassen eingeplant; eingesetzt wurden jedoch der Zerstörer, sechzehn Motorbarkassen, ein Motor-Kanonenboot und ein Motor-Torpedoboot.
Insgesamt sollten 611 Soldaten bei der Operation eingesetzt werden. Das Kommando über die Seeeinheiten hatte Cmdr. Robert Edward Dudley Ryder, die Kommandos wurden von Lt. Col. Augustus Charles Newman geführt. Die Kommandoeinheiten wurden in drei Gruppen eingeteilt, eine davon wurde auf der Campbeltown verschifft, die anderen auf den Motorbarkassen. Jede Kommandogruppe war wiederum in demolition squads und protection squads eingeteilt. Die demolition squads sollten die Anlagen zerstören und hatten daher Sprengstoff, Äxte und Vorschlaghämmer bei sich, die protection squads sollten die demolition squads schützen und waren mit Handgranaten und Maschinenpistolen bewaffnet.
Der Luftangriff sollte von 35 Whitley- und 25 Vickers-Wellington-Bombern durchgeführt werden. Diese Zahlen wurden allerdings stark reduziert, da die Maschinen anderweitig benötigt wurden, und Churchill die französischen Verluste bei der Operation gering halten wollte.

### Britische Schiffe
Als Träger der Sprengladung wurde die HMS Campbeltown ausgesucht, ein veralteter Zerstörer, der von den USA vor der Verabschiedung des Leih- und Pachtgesetzes an Großbritannien überstellt worden war. Die Campbeltown wurde so umgebaut, dass sie einem deutschen Torpedoboot der Möwe-Klasse ähnelte. Der Tiefgang des Schiffes wurde durch Ausbau aller nicht erforderlichen Gewichtsanteile soweit verringert, dass die flachen Gewässer vor St. Nazaire passiert werden konnten. Ferner wurde die Besatzung auf ein Minimum von 75 Mann reduziert. Als Bewaffnung waren lediglich ein12-Pfünder-Geschütz sowie acht 20-mm-Schnellfeuerkanonen vorhanden. Hinter dem Hauptgeschütz wurden 24 in Stahl und Beton eingeschlossene Wasserbomben platziert (zusammen fast 4,1 t Amatol-Sprengstoff), die über mehrere chemische Zeitzünder (Bleistiftzünder) aktiviert werden sollten.
Das eingesetzte Motorkanonenboot war MGB 314 (MGB = engl. Motor Gun Boat), es sollte gleichzeitig als Leitschiff für den Angriff fungieren. Neben seiner Offensivbewaffnung war MGB 314 mit Radar und Sonar ausgerüstet.
Das Motortorpedoboot war MTB 74 (MTB = engl. Motor Torpedo Boat), ein Schiff der Vosper-Werft. Es wurde mit 1000 kg Sprengladungen mit Verzögerungszündern ausgestattet. Wie die anderen kleinen Boote wurde es mit Mountbatten Pink, einer mauvefarbigen Lackierung, versehen, um die Gefahr der Erfassung durch Suchscheinwerfer zu verringern.
Die hölzernen Motorbarkassen nahmen jeweils 15 Kommandosoldaten und extra Treibstoff auf.
Die gesamte Gruppe sollte bis kurz vor das Ziel von zwei Geleitzerstörern der Hunt-Klasse, HMS Atherstone und HMS Tynedale, eskortiert werden.

## Die eigentliche Operation

### Der Hinweg
Der Flottenverband lief am 26. März 1942 aus dem britischen Hafen Falmouth aus. Die Marschroute verlief erst südöstlich und später südlich, wobei die Schiffe eine Pfeilformation einnahmen, um wie U-Boot-Jäger auszusehen. Am 27. März kam es zu einem kurzen Zwischenfall mit einem deutschen U-Boot; die Schiffe konnten ihren Weg aber unerkannt fortsetzen. Am Morgen des 27. änderten sie ihren Kurs nach Osten, um am Abend in nordöstlicher Richtung nach St. Nazaire zu fahren. Dort angekommen, wurde die Formation geändert. Die Motorbarkassen fuhren in zwei Reihen hintereinander, zwischen den Reihen HMS Campbeltown. MGB 314 fuhr als Führungsschiff voraus. Dank des verringerten Tiefgangs konnten die Schiffe die Haupteinfahrlinie zum Hafen umgehen und näherten sich über die Untiefen weiter westlich.

### Der Angriff
Der vorangegangene Ablenkungsangriff durch die Bomber war planlos verlaufen und hatte die deutschen Verteidiger nur wachsam werden lassen. Trotzdem konnten die britischen Schiffe relativ nah an den Hafen gelangen, ohne entdeckt zu werden.
Am 28. März wurde der Verband um 01:15 Uhr erstmals gesichtet. Die Schiffe befanden sich zu diesem Zeitpunkt etwa 1,5 sm (2,8 km) vom Ziel entfernt. Mittels eines gefälschten deutschen Morsecodes verschaffte sich die Flotte weitere fünf Minuten Zeit. Um 01:28 Uhr und bei etwa 1,5 km Entfernung zum Ziel eröffnete die Verteidigung das Feuer. Der Hauptteil davon konzentrierte sich auf den Zerstörer Campbeltown. Ungeachtet dessen rammte das Schiff um 01:34 Uhr das südliche Schleusentor mit einer Geschwindigkeit von etwa 20 kn.
Sieben Kommando-Teams verließen das Schiff und konnten die meisten ihrer Ziele zerstören; auch das nördliche Schleusentor wurde beschädigt.

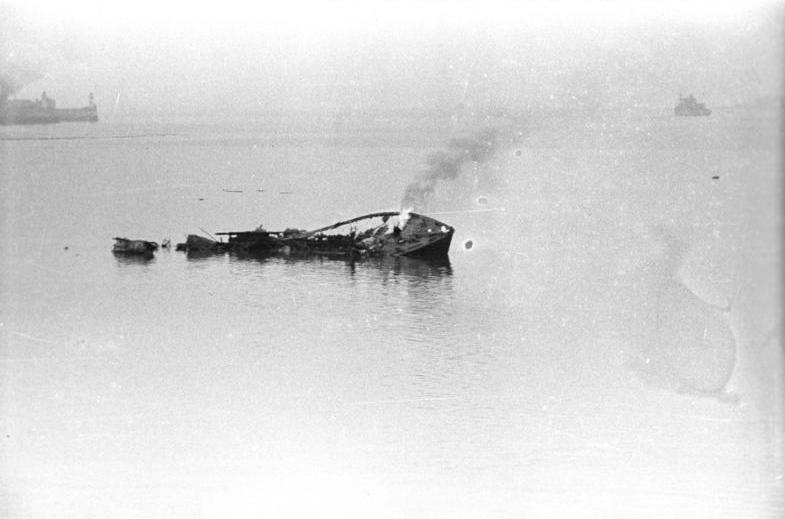
Eine zerstörte Motorbarkasse

Die anderen Schiffe waren weit weniger erfolgreich. Vier Minuten nach der Rammung waren bereits acht Motorbarkassen zerstört. Aufgrund ihrer hölzernen Bauart genügten wenige Treffer, um sie außer Gefecht zu setzen. Der Besatzung blieb dann nichts anderes übrig, als sich ins Wasser oder in Schlauchboote zu retten. Die meisten ertranken oder verbrannten im Feuer des ausgelaufenen Treibstoffs. Die Verluste dieser acht Boote beliefen sich auf etwa 80 % der Besatzung. Auch auf den anderen Booten blieb kaum ein Soldat unverletzt. Geblendet durch die Suchscheinwerfer, fuhren einige Boote über den Hafeneingang hinaus und mussten in schwerem Abwehrfeuer wieder umkehren, um ihre Kommandos abzusetzen. MTB 74 überstand zunächst den Angriff, konnte seine Spezialtorpedos auf die Schleuse des alten Hafeneingangs abfeuern und sich dann zurückziehen. Andere Motorbarkassen nahmen Verletzte auf und flohen ebenfalls. Von den gelandeten Kommandos schafften es nur wenige, sich wieder einzuschiffen; den verabredeten Sammelpunkt an der alten Mole erreichte keiner. MGB 314 verließ den Hafen als letztes Boot.

### Wieder auf dem Meer
Die übriggebliebenen Schiffe liefen zu einem Sammelpunkt etwa 25 sm vor St. Nazaire, wo sie sich mit der Zerstörer-Eskorte treffen sollten. Auf ihrem Weg dorthin wurden sie von größeren Geschützen mit höherer Reichweite beschossen. Eine der Barkassen und MTB 74 wurden getroffen und sanken. Da beide Schiffe viele Verwundete und die Besatzung der Campbeltown aufgenommen hatten, verursachte die Zerstörung der beiden Boote über die Hälfte der Gesamt-Verluste der Operation unter den Seeleuten. Eine weitere Barkasse wurde gegen 05:30 Uhr vom deutschen Torpedoboot Jaguar abgefangen. Dessen Kommandant wollte die Barkasse kapern und verzichtete deshalb auf den Einsatz seiner Hauptwaffen. Nach über einer Stunde Gefecht mussten die Briten kapitulieren.
Nur vier britische Boote schafften es zum Sammelpunkt, zwei davon wurden noch dort aufgegeben. Die beiden anderen wurden nach Luftangriffen auf den Verband ebenfalls zurückgelassen. Drei Barkassen, die den Sammelpunkt verpasst hatten, gelangten aus eigener Kraft zurück nach Falmouth.

### Die Kämpfe an den Docks

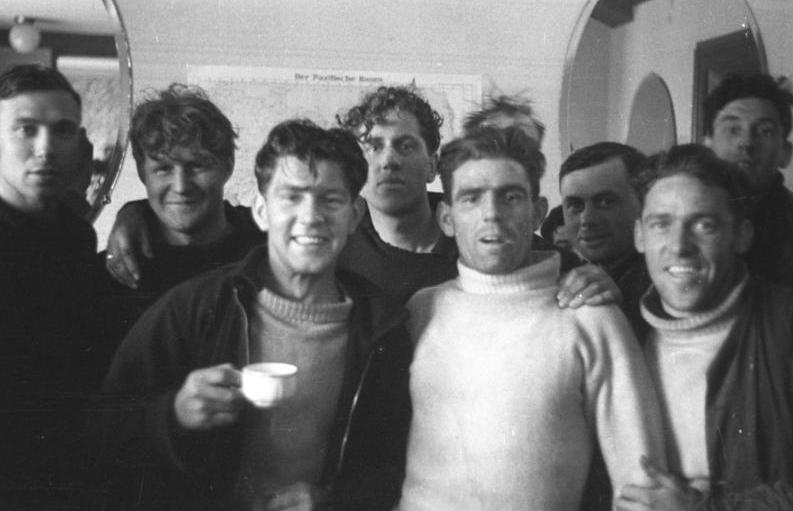
Britische Kriegsgefangene in St. Nazaire (28. März 1942)

Die im Dock zurückgebliebenen Kommandos wurden von deutschen Stoßtrupps angegriffen, die gegen 02:00 Uhr in das Dock eindrangen. Nach der Flucht der Boote konzentrierte sich das deutsche Geschützfeuer auf das Dock. Die Briten verschanzten sich in Lagerhäusern und verließen ihre Position gegen 03:00 Uhr, um sich zunächst in das Stadtzentrum von St. Nazaire und später auf das Land zurückzuziehen. Sie erreichten den Place de la Vielle Ville, allerdings waren etwa 75 % der Überlebenden verwundet. Zu diesem Zeitpunkt wurden die deutschen Truppen durch reguläre Wehrmachteinheiten des motorisierten Infanterieregiments 679 verstärkt. Die Engländer mussten daraufhin südwärts ausweichen und in der Stadt Deckung suchen. Die Deutschen umstellten die Stadt, errichteten Straßensperren und durchkämmten Haus für Haus.
Gegen 10:00 Uhr waren fast alle Kommandosoldaten gefangen oder gefallen. In La Baule wurden die knapp 200 Überlebenden gesammelt und in Kriegsgefangenenlager verteilt. Fünf britische Soldaten schlugen sich bis Gibraltar durch. Die Verluste betrugen 169 Tote unter den britischen Soldaten und 42 Tote sowie 127 Verwundete unter den Deutschen.
Für den Einsatz wurden fünf Victoria-Kreuze vergeben: an die Kommandeure Newman und Ryder, den Sgt. Thomas Frank Durrant (posthum für das Gefecht mit der Jaguar), den Seemann William Alfred Savage (posthum für seinen Einsatz als Schütze auf MGB 314) und Stephen Halden Beattie, den Kommandanten von HMS Campbeltown.

### Explosion der Campbeltown

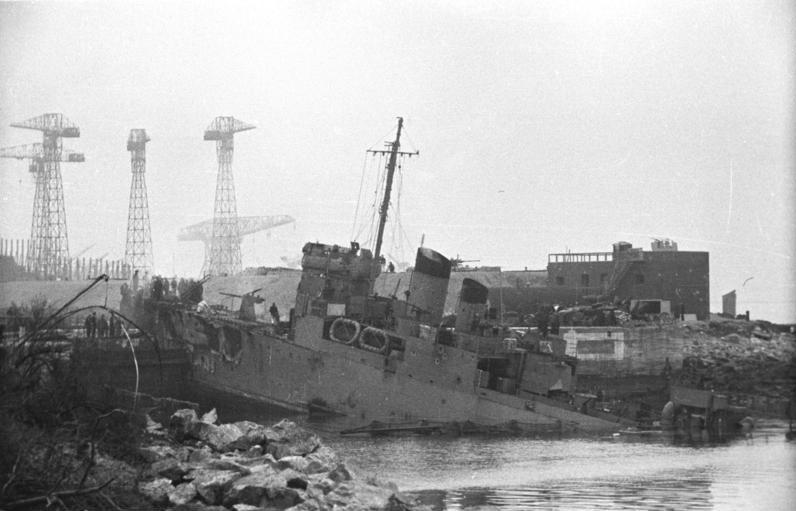
Die in das Schleusentor verkeilte Campbeltown

Die Sprengladungen der Campbeltown sollten gegen 09:00 Uhr explodieren. Obwohl die Deutschen das Wrack des Schiffes durchsuchten, wurde der Sprengstoff nicht gefunden. Entgegen den Planungen explodierte das Schiff erst gegen 10:35 Uhr und riss 250 Soldaten und Zivilisten in den Tod.
Die Spezialtorpedos von MTB 74 explodierten wie vorgesehen erst am 30. März. Die Detonation stürzte die deutsche Garnison in Panik, es kam zu einer Schießerei zwischen deutschen Soldaten und französischen Zivilisten, in deren Verlauf 16 Zivilisten getötet und weitere 30 verwundet wurden.

## Auswirkungen
Der Überfall erzielte für die Briten die erhoffte Wirkung: Das Trockendock wurde zerstört und konnte erst zehn Jahre später repariert werden. Neben den fünf Briten, die mit dem Viktoriakreuz ausgezeichnet wurden, erhielten über 80 weitere Auszeichnungen für Tapferkeit. Unter den britischen Kommandoaktionen gilt der Angriff als „The Greatest Raid of All“. Die Überlebenden nannten sich nach der Operationsbezeichnung „Charioteers“.
In Erinnerung daran befindet sich eine Gedenksteingruppe am „Prince of Wales Pier“ in Falmouth, Cornwall. Die Inschrift mit der Überschrift „OPERATION CHARIOT“ lautet:
FROM THIS HARBOUR 622 SAILORS
AND COMMANDOS SET SAIL FOR
THE SUCCESSFUL RAID ON ST. NAZAIRE
28TH MARCH 1942
168 WERE KILLED
5 VICTORIA CROSSES WERE AWARDED
———— · ————
DEDICATED TO THE MEMORY OF
THEIR COMRADES BY

## Filme
Die Operation Chariot diente als historische Grundlage des Kriegsfilms Sturm auf die eiserne Küste aus dem Jahr 1968. Regie führte der Amerikaner Paul Wendkos.
2013 wurde der Film  Operation Chariot produziert; er ist Teil 6 der Serie WW2's greatest raids (Staffel 1).